# E-mailclient

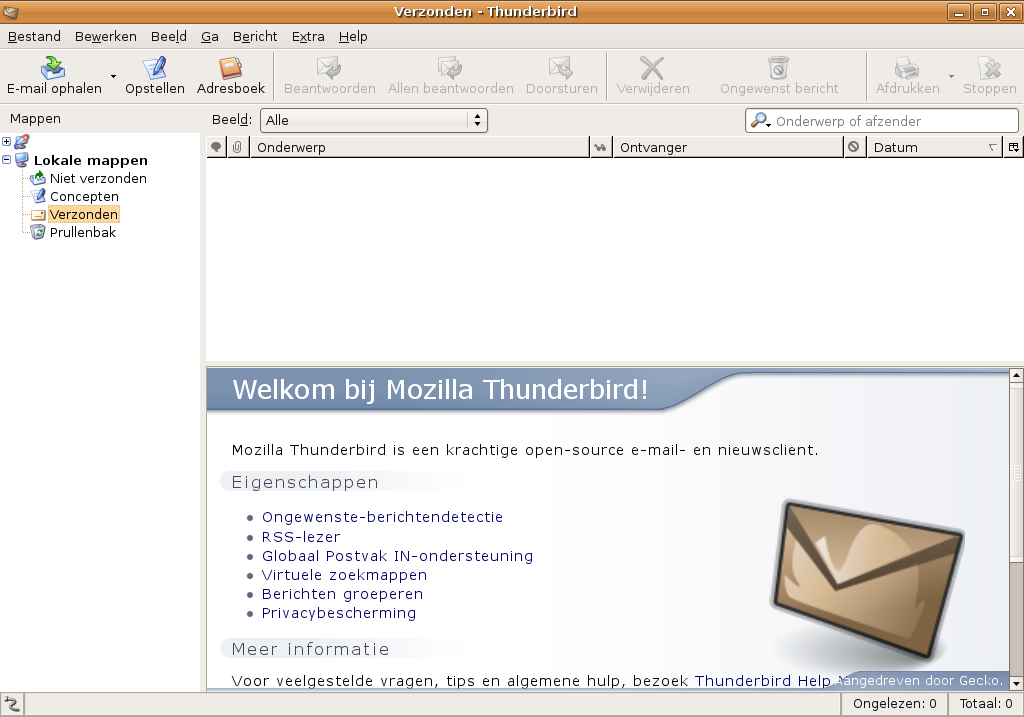
Mozilla Thunderbird, een e-mailclient

Een e-mailclient is een computerprogramma dat gebruikt wordt voor het schrijven, versturen en ontvangen van e-mail. De technische benaming voor een e-mailclient is Mail User Agent (MUA).
Een e-mailclient biedt de gebruiker functies om een e-mail te schrijven, te bewerken en aan te bieden aan een mailserver voor bezorging bij de ontvanger. De e-mailclient kan ook worden gebruikt om e-mail te ontvangen van een mailserver.
E-mailclients bestaan in verschillende vormen. Er is bijvoorbeeld een onderscheid tussen tekstmode (Mutt) en grafische (Mozilla Thunderbird) e-mailclients. Voor bijna elk besturingssysteem zijn er e-mailclients voorhanden. Ze kunnen onderling ook verschillen in het aantal mogelijkheden en gebruiksgemak. Ook worden e-mailclients opgenomen in kantoorsoftwarepakketten en in een internet suites.

## E-mailclients

### Windows
- Eudora (een van de eerste mailprogramma's op Windows)
- Outlook, Outlook Express en Windows Live Mail van Microsoft
- Pegasus Mail (freeware)
- Mozilla Thunderbird

### Unix-varianten enLinux
- /bin/mail: een zeer eenvoudige CLI.
- Elm (een tekstmode e-mailclient)
- Mutt (een tekstmode e-mailclient)
- Pine (een tekstmode e-mailclient)
- Emacs readmail, Emacs viewmail en Emacs GNUS
- KMail (een component van KDE)
- Evolution
- Mozilla mail, tegenwoordig SeaMonkey mail
- Mozilla Thunderbird
- Sylpheed

### DOS
- Nettamer
- Pegasus Mail (freeware)

### MacOS
- Mozilla Thunderbird
- Mail
- Microsoft Entourage